# Mladé Buky
Mladé Buky település Csehországban, Trutnovi járásban. Mladé Buky Vlčice, Žacléř, Svoboda nad Úpou, Trutnov, Janské Lázně, Horní Maršov és Rudník településekkel határos. Lakosainak száma 2301 fő (2024. január 1.).

## Népesség
A település lakosságának változását az alábbi diagram mutatja:
| Lakosok száma | 3407 | 4939 | 4577 | 2488 | 2112 | 2209 | 2265 | 2329 | 2274 | 2301 |
|               | 1869 | 1890 | 1921 | 1950 | 1980 | 2001 | 2017 | 2019 | 2022 | 2024 |